# Roland Defreyne
Roland L.O. Defreyne, né le 15 octobre 1953 à Ostende est un homme politique belge flamand, membre du OpenVLD.
Il est licencié en droit et en notariat; chef d'entreprise.

## Fonctions politiques
- Conseiller communal de Gistel
- Ancien premier échevin de Gistel
- Ancien bourgmestre de Gistel
- Député fédéral :
  - du 2 juillet 2009 au 6 mai 2010 (remplaçant Vincent Van Quickenborne)
  - depuis le 6 décembre 2011 au 25 mai 2014 (remplaçant Vincent Van Quickenborne)